# 織井茂子
織井 茂子（おりい しげこ、1926年〈大正15年〉1月10日 - 1996年〈平成8年〉1月23日）は、日本の歌手。本名は伊東 茂子（いとう しげこ）。東京都目黒区出身。

## 来歴
10代の頃は、童謡歌手として、リーガル（コロムビアの廉価盤）の専属として活躍。東洋音楽学校（現・東京音楽大学）を卒業後、歌謡曲歌手となるべく当時有名であった大村能章歌謡学院の門下となり、大村の紹介により「都能子（みやこよしこ）」の芸名で、1947年（昭和22年）にキングレコードからデビュー。芸名の「能子」は、師である大村能章の「能」をいただいたものである。ヒット曲には恵まれなかったものの、木下惠介監督の松竹映画『女』にレビュー歌手として出演し、劇中で『紅バラルンバ』を歌っている。

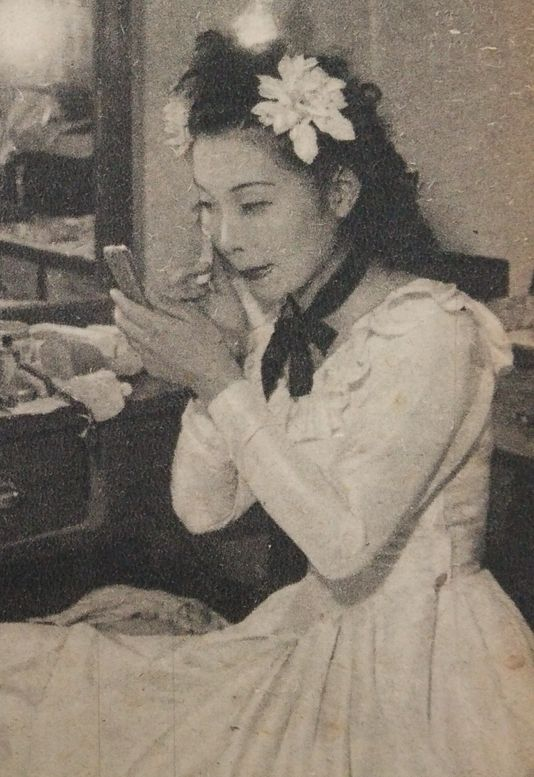
1948年

1949年（昭和24年）、先輩歌手である林伊佐緒のすすめもあり、芸名を本名の旧姓である織井茂子に戻して、コロムビアに移籍し、『安南夜船』で再デビュー。1952年（昭和27年）にようやく、松竹映画『カルメン純情す』（監督：木下惠介）の同名の主題歌で脚光を浴びることとなる。正統派歌手が敬遠されはじめていた時代、織井茂子の名を不動のものとしたのは、やはり同年に開始された連続放送劇『君の名は』の主題歌をレコーディングしたことによる。放送では当初、声楽家・高柳二葉が起用されていたが、コロムビアからレコードが発売されるにあたり、織井に白羽の矢が立った。織井自身はレコーディング後に胸部疾患を患ったため、彼女の歌声がラジオ番組の主題歌として放送されることはなかったが、翌1953年（昭和28年）に発売されたレコードは番組の人気に支えられ順調に売り上げを伸ばした。さらに同年に『君の名は』が岸惠子・佐田啓二主演で松竹により映画化され、主題歌として使われると、この曲は空前の大ヒットとなり、総計110万枚の売り上げを記録した。続く、映画『君の名は』の第2部主題歌『黒百合の歌』、佐田啓二とのデュエットである第3部主題歌『君は遥かな』もヒットし、織井茂子は全国的なヒット歌手としてスターダムにのし上がった。
NHK紅白歌合戦に計6回出場している（詳細は下記参照）。
昭和30年代は、船村徹作品に新境地を見出し『東京無情』『夜がわらっている』などがヒットした。しかし、1956年に日本コロムビアのディレクターと結婚したこともあり、徐々に一線から退いていった。しかし、昭和40年代半ばごろからの懐メロブームで復活。「なつかしの歌声」などのテレビの歌謡番組でも往年のヒット曲を多数披露した。
1972年（昭和47年）にはザ・ベンチャーズの作品を歌ったアルバムを発表し、話題をさらった。
長年東京でクラブを経営していたが、バブル崩壊と共に閉鎖。
平成に入ってからも、「昭和歌謡大全集」や「年忘れにっぽんの歌」などに定期的に出演し、亡くなる直前まで活躍した。
1996年（平成8年）1月23日、膵臓腫瘍の為、死去。70歳没。
1995年（平成7年）12月31日放送のテレビ東京『年忘れにっぽんの歌』が最後の仕事となった。墓所は小平霊園。

## 代表曲
- 君の名は（作詞：菊田一夫、作曲：古関裕而、1953年） - 110万枚[2]、200万枚超[3]とも
- 黒百合の歌（作詞：菊田一夫、作曲：古関裕而、1953年） - 110万枚[2]
- 君は遙かな（作詞：菊田一夫、作曲：古関裕而、1954年） - 60万枚[2]
- 静かな夜のビギン（作詞：岩谷時子、作曲：原六朗、1956年）
- 東京無情（作詞：野村俊夫、作曲：船村徹、1957年） - 20万枚[2]
- 夜がわらっている（作詞：星野哲郎、作曲：船村徹、1958年） - 90万枚[2]
- 甘い仮面（マスク）/小雨の夜明けが（1991年） - ラストシングル

## NHK紅白歌合戦出場歴
| 年度/放送回               | 放送日   | 会場             | 回 | 曲目             | 出演順       | 対戦相手 | 備号                                          |
| ------------------------- | -------- | ---------------- | -- | ---------------- | ------------ | -------- | --------------------------------------------- |
| 1953年（昭和28年）/第4回  | 12月31日 | 日本劇場（日劇） | 初 | 君の名は         | 4/17         | 伊藤久男 |                                               |
| 1955年（昭和30年）/第6回  | 12月31日 | 産経ホール       | 2  | 黒百合の歌       | 3/16         | 三浦洸一 |                                               |
| 1958年（昭和33年）/第9回  | 12月31日 | 新宿コマ劇場     | 3  | 夜がわらっている | 7/25         | 津村謙   |                                               |
| 1959年（昭和34年）/第10回 | 12月31日 | 東京宝塚劇場     | 4  | モヨロ哀歌       | 5/25         | 若原一郎 |                                               |
| 1960年（昭和35年）/第11回 | 12月31日 | 日本劇場（日劇） | 5  | 母の春雷         | 7/25         | 三船浩   |                                               |
| 1989年（平成元年）/第40回 | 12月31日 | NHKホール        | 6  | 君の名は         | 1/7（第1部） | 田端義夫 | 第1部トップバッター 第1部「昭和の紅白」に出演 |

- このうち、第6回・第9回・第10回は織井の歌のラジオ中継の音声が現存し、第40回は織井の歌のカラー映像が現存する。
- 第10回は2009年4月29日放送のNHK-FM『今日は一日“戦後歌謡”三昧』の中で、織井の歌も含め全編が再放送されている（音声はモノラル）。
- 第40回に出場した当時は63歳11カ月で、2004年の第55回に出場した島倉千代子（66歳9カ月）に抜かれるまで、紅組の最年長出場歌手だった。